# Memnon
Memnon, född 380 f.Kr.  på Rhodos,  död 333 f.Kr. , var en grekisk fältherre som stred som legoknekt under  persiska härskare.[källa behövs]
Memnon var släkt med persiske satrapen Artabazos i vars uppror han deltog 356 f.Kr. tillsammans med sin bror Mentor som även han var grekisk fältherre i persisk tjänst. Han fick under perserkungen Dareios III viktiga fältherreposter i kriget mot Alexander den store och var en av den persiska härens dugligaste befälhavare.[källa behövs]
I slaget vid Graneikos förde han befälet öfver 10 000 man grekiska legotrupper och försvarade sedan hjältemodigt Halikarnassos. Såsom befälhavare över den persiska sjömakten erövrade han Lesbos, Chios och några bland Kykladerna. Han dog 333 f.Kr. av en sjukdom under belägringen av Mytilene.[källa behövs]